# Bayan Khan
Ne doit pas être confondu avec Bayan.
Bayan Khan (Bayan — баян — signifie luxuriant en mongol) est le 4e khan de la Horde blanche. Successeur de son père Khüinchi, il est remplacé par Satiboukha, son deuxième fils.

## Biographie
Lorsque Bayan devient khan, son cousin et sa famille se révoltent contre lui. Ces derniers, sous la conduite de son cousin Koblouk, sont soutenus par Qaïdu et Douwa. Bayan combat son cousin rebelle, Koblouk, et les forces de Qaïdu à plusieurs reprises. Il demande l'aide de Toqtaï, chef de la Horde d'or et de la Horde bleue : ce dernier, furieux de la situation, avertit Qaïdu de ne pas aider les rebelles.
Bayan tente également de s'allier avec Témur Khan de la dynastie Yuan, suzerain de l'Empire mongol, contre le khanat de Djaghataï et Qaïdu. Mais la distance qui les sépare rend cette alliance inefficace. Finalement, Bayan vainc ses ennemis et règne sur la Horde blanche jusqu'aux environs de 1310. On prétend que des Circassiens, des Russes et des Magyars (probablement des Bachkirs) servaient dans son armée.
Henry Hoyle Howorth, en 1880, pensera que Koblouk était basé à Ghazni et Bamiyan. Il affirme que Berké Khan a prêté des troupes à Houlagou et que, lorsque ces deux pays se sont séparés, certains d'entre eux sont partis vers l'est et ont fondé une nouvelle principauté dans ce qui est aujourd'hui l'Afghanistan, se réclamant de la lointaine Horde d'or.